# Deportes Savio
El Santo Domingo Savio Fútbol Club (anteriormente Deportes Savio), es un club de fútbol con sede en la ciudad de Santa Rosa de Copán, Copán. Fue fundado el 12 de julio de 1974 por autoridades y alumnos del Instituto Santo Domingo Savio, dando paso al origen de su nombre. Actualmente, el equipo pertenece a la Liga de Ascenso de Honduras. 
Los colores que identifican al club son el rojo, negro y dorado; su mascota es el toro.
El Deportes Savio tiene el récord actual de ser el único equipo del departamento de Copán en participar en la Liga Nacional de Fútbol de Honduras, por lo que se considera que este equipo ha sido un referente en la región occidental de Honduras.

## Historia
El Deportes Savio comenzó su historia deportiva con el nombre de Atlético Lempira fundado en 1964 conociéndose como Atlético Lempira; en 1974 bajo la iniciativa de fundar un club, unieron fuerzas el sacerdote Héctor Guillermo Chavarría y autoridades del Instituto Santo Domingo Savio, para fundar un club con este nombre. 

### Primer ascenso a la Primera División
En 1997, se le compró la categoría al Deportes Progreseño de la Segunda División y la fusión de ambos nombres dio lugar al actual Deportes Savio Fútbol Club. El equipo mimado de Copán logró su primer ascenso en el año 1999 en un encuentro jugado en el Estadio Rubén Deras de Choloma, Cortés. En esta ocasión el equipo logró el triunfo por medio de su delantero William Zamora.
La estancia en Primera División fue breve dado que descendió a la Liga de Ascenso de Honduras después de terminar en último lugar en la temporada 2001-02.
Antes el Deportes Savio había estado cerca de ascender, cuando en el año 2006, el equipo copaneco cayó vencido por el Atlético Olanchano de Catacamas y perdió su oportunidad de llegar a la Primera División.

### Segundo ascenso a Primera División y permanencia (2007-2014)
El 3 de junio de 2007, el club logró nuevamente su ascenso a la Liga Nacional de Fútbol de Honduras después de vencer en una serie de dos partidos al Arsenal de Roatán. Entre los jugadores que lograron este histórico ascenso se encuentran: Elmer Canales, Henry Suazo, Nelson Palomo, Carlos Pérez, Óscar Fortín, Onán García, Orvin Paz, Rony Paz, Selvin Cortés, Mario Herrera, Víctor Ramírez, entre otros, siendo técnico del equipo Carlos Humberto Martínez.
El debut del Deportes Savio en el campeonato Apertura 2007-2008, se dio el 11 de agosto en el Estadio Olímpico Metropolitano de San Pedro Sula en contra del Club Deportivo Marathón. Este encuentro finalizó empatado a 2 goles por bando, anotando por parte del conjunto totopostero Óscar Zepeda y Mario Euceda.
En este periodo estando en primera división el club logró clasificar a tres fases finales; 2009, 2012 y en 2013 alcanzando las semifinales. Durante este tiempo el club se caracterizó por formar jugadores importantes para el fútbol de Honduras
A partir de 2011, Deportes Savio comenzó a tener problemas financieros que afectaron su rendimiento. Después de varias temporadas en las que peleó por no descender, en 2014 el equipo finalmente cayó de vuelta a la Segunda División tras una serie de malas campañas. Este descenso marcó el fin de su ciclo en la Primera División.

### Irregularidad en la Temporada 2014
El Deportes Savio F.C. descendió de la Liga Nacional de Fútbol Profesional el 13 de abril de 2014, tras perder 2-0 contra el Olimpia en el Estadio Nacional de Tegucigalpa. Durante ese período, surgieron varias irregularidades que involucraban al Marathón, otro club de la Liga Nacional, también en peligro de descenso. Un expediente abierto por el exportero del Marathón, José Mendoza Posas, mostraba que el Tribunal Nacional de Arbitraje de Fútbol (TNAF) había ordenado al club pagarle 160,000 lempiras.
El 22 de marzo de 2014, Marathón sufrió una goleada de 6-1 como local ante el Real España en el Estadio Yankel Rosenthal. Cuatro días después, Marathón venció a Deportes Savio en Santa Rosa de Copán con un marcador de 2-0, y al día siguiente, realizaron el pago pendiente a Mendoza. Según las reglas del TNAF, Marathón debió haber perdido los puntos de ese encuentro por no cumplir con el pago en la fecha establecida.
Deportes Savio finalizó la temporada con 36 puntos, más los 3 puntos que, por ley, le correspondían debido a la sanción de Marathón, lo que habría elevado su total a 39 puntos. Marathón, que hizo 41 puntos, debió perder 3 puntos debido a la irregularidad, quedando con 38 puntos. Por lo tanto, según esta interpretación, el equipo que debió descender era Marathón. Sin embargo, la Liga Nacional de Fútbol Profesional de Honduras desestimó el recurso presentado por Deportes Savio F.C., y el equipo fue descendido a la Liga de Ascenso.
Ese mismo año, el técnico Ramón Reyes Padilla fue separado del equipo y reemplazado por Carlos Humberto Martínez, quien había sido responsable de llevar al club a la Primera División en 2007, habiendo dirigido anteriormente al Vida, Marathón, Platense y Hispano.

### Reestructuración en la Segunda División (2015-2019)
Después del descenso en 2014, Deportes Savio tuvo que reestructurarse. Durante estos años, el club luchó por regresar a la Primera División, pero no logró tener un rendimiento destacado. El equipo pasó por varias temporadas irregulares, con cambios en su plantilla y en la dirección técnica.

### Descenso a la Liga Mayor y escape milagroso
Los malos resultados en la temporada 2022-23 de la Liga de Ascenso obligaron a Deportes Savio a luchar por la permanencia. En la primera serie enfrentaron al FC Buenaventura de Ojojona, perdiendo por un marcador global de 4-3, lo que los llevó a disputar la final por el no descenso contra Villanueva FC. En el partido de ida, disputado en La Unión, Copán, Deportes Savio ganó 2-1. Sin embargo, en el partido de vuelta, jugado en Villanueva, el equipo local anotó 4 goles, dejando la serie con un global de 4-2 a favor de Villanueva, lo que provocó el primer descenso de Deportes Savio a la Liga Mayor de Honduras.
Unos meses después la Liga de Ascenso aumentó el cupo de 32 a 36 equipos dándole la posibilidad de seguir en Liga de Ascenso pero con otro nombre y otra Directiva, por lo tanto comenzó a llamarse Santo Domingo Savio Fútbol Club.

### Lucha por la Permanencia en Segunda División (Temporada 2023-2024)
Durante la temporada 2023-2024, Deportes Savio enfrentó numerosas dificultades para mantenerse en la mitad de la tabla de posiciones, lo que lo llevó a jugar partidos cruciales para evitar el descenso. El encuentro más importante fue un partido de promoción/relegación a juego único contra el Gremio FC. En este enfrentamiento, una victoria le daría al Gremio el ascenso a la Segunda División, mientras que para Deportes Savio, ganar significaba asegurar su permanencia en dicha categoría. Después de un empate 0-0 tras el tiempo reglamentario, el partido se definió en una tanda de penales, donde el equipo de Copán triunfó por 5-3, asegurando una vez más su permanencia en la segunda división y evitando caer una vez más a la Tercera División del fútbol hondureño.

## Estadio
El estadio fue inaugurado en fecha 26 de enero de 1975, como Estadio Municipal Miraflores bajo solemnes actos y representación de la Alcaldía Municipal de la ciudad, miembros de la Comisión Nacional Pro Instalaciones Deportivas (CONAPID), Club Rotario Internacional, Fuerzas vivas y Oficiales Militares. Para el campeonato de Apertura 2010-2011, el Estadio Miraflores cambia su nombre oficialmente a "Abogado Sergio Antonio Reyes Mejía" en vista de su sacrificio mostrado por este equipo, que en palabras del propio abogado Reyes: "...(el Deportes Savio) es como su hijo y lo lleva en el corazón".

## Escudo
El escudo del club consta en una forma de púa invertida con los colores rojo, negro, dorado y letras blancas. En la parte superior se encuentra el nombre del club y en el resto del club un toro con cuernos largos.

## Datos del club
Estadísticas del Deportes Savio
- Temporadas en 1.ª: 16 temporadas
- Mejor puesto en la liga: 5.º
- Peor puesto en la liga: 10.º
- Mayor número de goles en una temporada: 40
- Mayor goleada a favor: 5-0 (Frente a el Platense F. C.)
- Mayor goleada en contra: 6-0 (Frente a el Motagua, el 6 de marzo de 2013)
- Jugador con más partidos disputados: Marco Antonio Mejía (46 partidos disputados con el club)
- Jugador con más goles: Alberto Ney Costa de Jesús (40 goles anotados con el club)
- Jugador con más títulos: Ninguno (El club no ha conseguido ningún título en 1.ª)
- Portero menos goleado: Diego Martín Vásquez.
- Asistencia media: 2500 espectadores por partido.

## Uniforme
- Uniforme local: Camiseta negra con detalles rojos, calzoneta negra y medias negras.
- Uniforme visitante: Camiseta Blanca con detalles rojos, calzoneta blanca y medias blancas .

### Indumentaria y Patrocinadores
| Período       | Proveedor    |
| ------------- | ------------ |
| 2008-2011     | Marca Propia |
| 2011-2019     | Joma         |
| 2019-2021     | Under Armour |
| 2021-presente | Huriver      |

| Período       | Patrocinador                                                 |
| ------------- | ------------------------------------------------------------ |
| 2008-2011     | Tigo                                                         |
| 2011-2013     | Banco Continental, S.A.                                      |
| 2013-2021     | Banco de Occidente S.A Asiatikos Parts                       |
| 2021-2024     | Banco de Occidente S.A Aura Minosa Agua Las Carolinas        |
| 2024-presente | Banco de Occidente S.A Aura Minosa Transportes Sultana Pepsi |

## Palmarés

### Títulos nacionales
- Liga de Ascenso de Honduras (3): Temporada 1992, Apertura 2004 y Clausura 2007

### Subcampeonatos nacionales
- Liga de Ascenso de Honduras (4):Clausura 2001, Clausura 2003, Clausura 2005 y Apertura 2015

## Afición
Al ser el único club de Copán En participar en la Primera división de Honduras, el Savio tiene a una afición alentadora, fiel y positiva a largo del departamento.

## Apodos

### Toro
Este apodo se debe a que la mascota de este club es un toro.

### Totopostero
Debido a que Santa Rosa de Copán se encuentra en territorio Lenca-Maya, uno de sus platos mas típicos son los Totopostes, en la ciudad se producen y son muy consumidos, de allí este apodo.

### Matador
Este apodo se debe a que el equipo es un club ganador "Matando" a sus rivales.

## Rivalidades

### Clásico de Occidente
Su mayor rival es el Real Juventud de Santa Bárbara por historia y porque estos 2 clubes estuvieron en la Liga de Honduras compitiendo uno contra otro, por ello los dos clubes se autodenominaban el "club mas grande del Occidente", esto creo una Rivalidad que hasta el dia de hoy es el partido más grande del Occidente del país.

### Clásico Copaneco
Este Clásico se juega contra el Olimpia Occidental de la ciudad de La Entrada, la segunda ciudad más grande de Copán.

## Jugadores

### Plantilla y Cuerpo Técnico
- Los equipos hondureños están limitados a tener en la plantilla un máximo de cuatro jugadores extranjeros. La lista incluye sólo la principal nacionalidad de cada jugador, algunos de los jugadores extranjeros poseen la nacionalidad hondureña:

Ney Costa posee la nacionalidad hondureña y Brasileña

### Altas y bajas Clausura 2014
| Altas               |               |                              |                        |
| Jugador             | Posición      | Procedencia                  | Tipo                   |
| Jefferson Bernárdez | Delantero     | Club Deportivo Parrillas One | Fin de contrato.       |
| Marvin Cálix        | Mediocampista | Club Deportivo Motagua       | Rescisión de contrato. |
| Joel Quinto         | Delantero     | Real Juventud                | Traspaso.              |
| Kervin Johnson      | Delantero     | Real C.D. España             | cesión.                |
| Francisco López     | Delantero     | Club Deportivo Victoria      | Fin de contrato.       |
| Ronald Martínez     | Mediocampista | Club Deportivo Motagua       | Rescisión de contrato. |
| Luis Alfredo López  | Delantero     | Juventud Escuintleca         | Rescisión de contrato. |

| Bajas          |               |                        |                        |
| Jugador        | Posición      | Destino                | Tipo                   |
| Oliver Morazán | Mediocampista | CD Olimpia             | Fin de cesión.         |
| Gabriel Castro | Defensa       | sin equipo             | Fin de contrato.       |
| Marcelo Souza  | Delantero     | CD Victoria            | Fin de contrato.       |
| Óscar Zepeda   | Mediocampista | Juticalpa FC           | Rescisión de contrato. |
| Ariel Flores   | Mediocampista | Club Deportivo Motagua | Rescisión de contrato. |

## Jugadores destacados
| - John Alston Bodden (2000-2001) - Pompilio Cacho Valerio (2007) - Juan Manuel Coello (2008-2009) - Víctor Coello (2009-2010) - Ney Costa (2007-2012) - Wilmer Cruz (2000-2002) - Dennis Ferrera (2009) - Irbin Guerrero (2010-2012) - Walter Nahún López (2009) - Elmer Marín (2008-2009) | - Marco Mejía (2008-2012) - Júnior Morales (2007, 2009-2012) - Darwin Pacheco (2009) - Reynaldo Pineda (2000-2001) - Julián Rápalo (2008-2012) - Williams Reyes (1997-2000) - Harrison Róchez (2007-2009) - Mario César Rodríguez (2001) - Elroy Smith (2007-2011) - Julio César Suazo (2009) |

|}

## Palmarés

### Torneos nacionales
- 2 ligas de ascenso. (99, 07)
- 3 subcampeonatos de ascenso. (03, 05, 07)

### Liga Mayor de Honduras (Tercera división) (1974-1997)
- 15 Campeonatos locales.
- 7  Campeonatos departamentales.
- 4  Campeonatos regionales.

### Presidentes destacados del club
- Héctor Guillermo Chavarría.
- Ramón Arturo Bueso Yescas.
- Rubén Gutiérrez.
- Humberto "Beto" Sosa.
- Sergio Antonio Reyes Mejía.
- Bernardo Alvarado (actual presidente propietario).

### Estadísticas del club en Primera División
| Temporada regular | Temporada regular | Temporada regular | Temporada regular | Temporada regular | Temporada regular | Temporada regular | Temporada regular | Temporada regular | Temporada regular | Temporada regular | Liguilla     | Liguilla     | Liguilla     | Liguilla     | Liguilla     | Liguilla     | Liguilla     | Liguilla     | Liguilla     |
| Temporada         | Pos               | J                 | G                 | E                 | P                 | GF                | GC                | PTS               | +/-               | Ded               | Pos          | J            | G            | E            | P            | GF           | GC           | PTS          | +/-          |
| ----------------- | ----------------- | ----------------- | ----------------- | ----------------- | ----------------- | ----------------- | ----------------- | ----------------- | ----------------- | ----------------- | ------------ | ------------ | ------------ | ------------ | ------------ | ------------ | ------------ | ------------ | ------------ |
| 2000–01 A         | 8.º               | 18                | 5                 | 6                 | 7                 | 24                | 24                | 21                | 0                 | –                 | No clasificó | No clasificó | No clasificó | No clasificó | No clasificó | No clasificó | No clasificó | No clasificó | No clasificó |
| 2000–01 C         | 10.º              | 18                | 3                 | 6                 | 9                 | 14                | 30                | 15                | -16               | –                 | No clasificó | No clasificó | No clasificó | No clasificó | No clasificó | No clasificó | No clasificó | No clasificó | No clasificó |
| 2001–02 A         | 10.º              | 18                | 1                 | 9                 | 8                 | 19                | 32                | 12                | -13               | –                 | No clasificó | No clasificó | No clasificó | No clasificó | No clasificó | No clasificó | No clasificó | No clasificó | No clasificó |
| 2001–02 C         | 7.º               | 18                | 6                 | 3                 | 9                 | 19                | 25                | 21                | -6                | –                 | No clasificó | No clasificó | No clasificó | No clasificó | No clasificó | No clasificó | No clasificó | No clasificó | No clasificó |
| 2007–08 A         | 5.º               | 18                | 5                 | 7                 | 6                 | 14                | 15                | 22                | -1                | –                 | No clasificó | No clasificó | No clasificó | No clasificó | No clasificó | No clasificó | No clasificó | No clasificó | No clasificó |
| 2007–08 C         | 9.º               | 18                | 4                 | 7                 | 7                 | 18                | 24                | 19                | -6                | –                 | No clasificó | No clasificó | No clasificó | No clasificó | No clasificó | No clasificó | No clasificó | No clasificó | No clasificó |
| 2008–09 A         | 5.º               | 18                | 8                 | 4                 | 6                 | 24                | 19                | 28                | +5                | -1                | No clasificó | No clasificó | No clasificó | No clasificó | No clasificó | No clasificó | No clasificó | No clasificó | No clasificó |
| 2008–09 C         | 6.º               | 18                | 5                 | 5                 | 8                 | 17                | 21                | 19                | -4                | –                 | No clasificó | No clasificó | No clasificó | No clasificó | No clasificó | No clasificó | No clasificó | No clasificó | No clasificó |
| 2009–10 A         | 8.º               | 18                | 4                 | 5                 | 9                 | 13                | 23                | 17                | -10               | –                 | No clasificó | No clasificó | No clasificó | No clasificó | No clasificó | No clasificó | No clasificó | No clasificó | No clasificó |
| 2009–10 C         | 9.º               | 18                | 4                 | 5                 | 9                 | 13                | 23                | 17                | -10               | –                 | No clasificó | No clasificó | No clasificó | No clasificó | No clasificó | No clasificó | No clasificó | No clasificó | No clasificó |
| 2010–11 A         | 8.º               | 18                | 5                 | 6                 | 7                 | 22                | 30                | 21                | -8                | –                 | No clasificó | No clasificó | No clasificó | No clasificó | No clasificó | No clasificó | No clasificó | No clasificó | No clasificó |
| 2010–11 C         | 8.º               | 18                | 5                 | 5                 | 8                 | 25                | 36                | 20                | -11               | –                 | No clasificó | No clasificó | No clasificó | No clasificó | No clasificó | No clasificó | No clasificó | No clasificó | No clasificó |
| 2011–12 A         | 5.º               | 18                | 6                 | 6                 | 6                 | 22                | 25                | 24                | -3                | –                 | 5.º          | 2            | 1            | 0            | 1            | 3            | 3            | 3            | 0            |
| 2010–11 C         | –                 | –                 | –                 | –                 | –                 | –                 | –                 | –                 | –                 | –                 | No clasificó | No clasificó | No clasificó | No clasificó | No clasificó | No clasificó | No clasificó | No clasificó | No clasificó |

### Mejor recuerdo de invictos
- Como en el Apertura 2011-12

| Oponente         | PJ | G  | E  | P  | GC | GF | +/- | Dif. |
| ---------------- | -- | -- | -- | -- | -- | -- | --- | ---- |
| Atlético Choloma | 2  | 1  | 1  | 0  | 5  | 3  | 2   | –    |
| Broncos          | 5  | 0  | 4  | 1  | 3  | 6  | -3  | –    |
| Hispano          | 16 | 7  | 2  | 7  | 13 | 16 | -3  | –    |
| Marathón         | 26 | 7  | 7  | 12 | 25 | 45 | -20 | –    |
| Motagua          | 26 | 4  | 12 | 11 | 26 | 35 | -9  | –    |
| Necaxa           | 6  | 1  | 1  | 4  | 7  | 14 | -7  | –    |
| Olimpia          | 26 | 3  | 9  | 14 | 19 | 38 | -19 | –    |
| Platense         | 26 | 9  | 8  | 9  | 31 | 35 | -3  | –    |
| Real Comayagua   | 4  | 0  | 2  | 2  | 3  | 9  | -6  | –    |
| Real España      | 26 | 5  | 10 | 11 | 28 | 39 | -11 | -1   |
| Real Juventud    | 8  | 3  | 2  | 3  | 11 | 10 | +1  | –    |
| Universidad      | 8  | 2  | 1  | 5  | 6  | 11 | -5  | –    |
| Victoria         | 26 | 8  | 8  | 10 | 32 | 36 | -4  | –    |
| Vida             | 28 | 10 | 8  | 10 | 33 | 31 | +2  | –    |